# Iglesia fortificada de Prejmer
La iglesia fortificada de Prejmer (en rumano: Biserica fortificată din Prejmer; en alemán: Kirchenburg von Tartlau) es una iglesia fortificada luterana en Prejmer (Tartlau ), en el distrito de Brașov, en la región de Transilvania, en Rumania y en el área etnográfica de Burzenland. La iglesia fue fundada por los caballeros teutónicos germánicos, y luego fue tomada por la comunidad sajona de Transilvania. Inicialmente católica, se convirtió en luterana después de la Reforma. Junto con la aldea circundante, la iglesia forma parte de las aldeas con iglesias fortificadas en Transilvania, Patrimonio de la Humanidad por la UNESCO.

## Descripción

### Antecedentes e iglesia

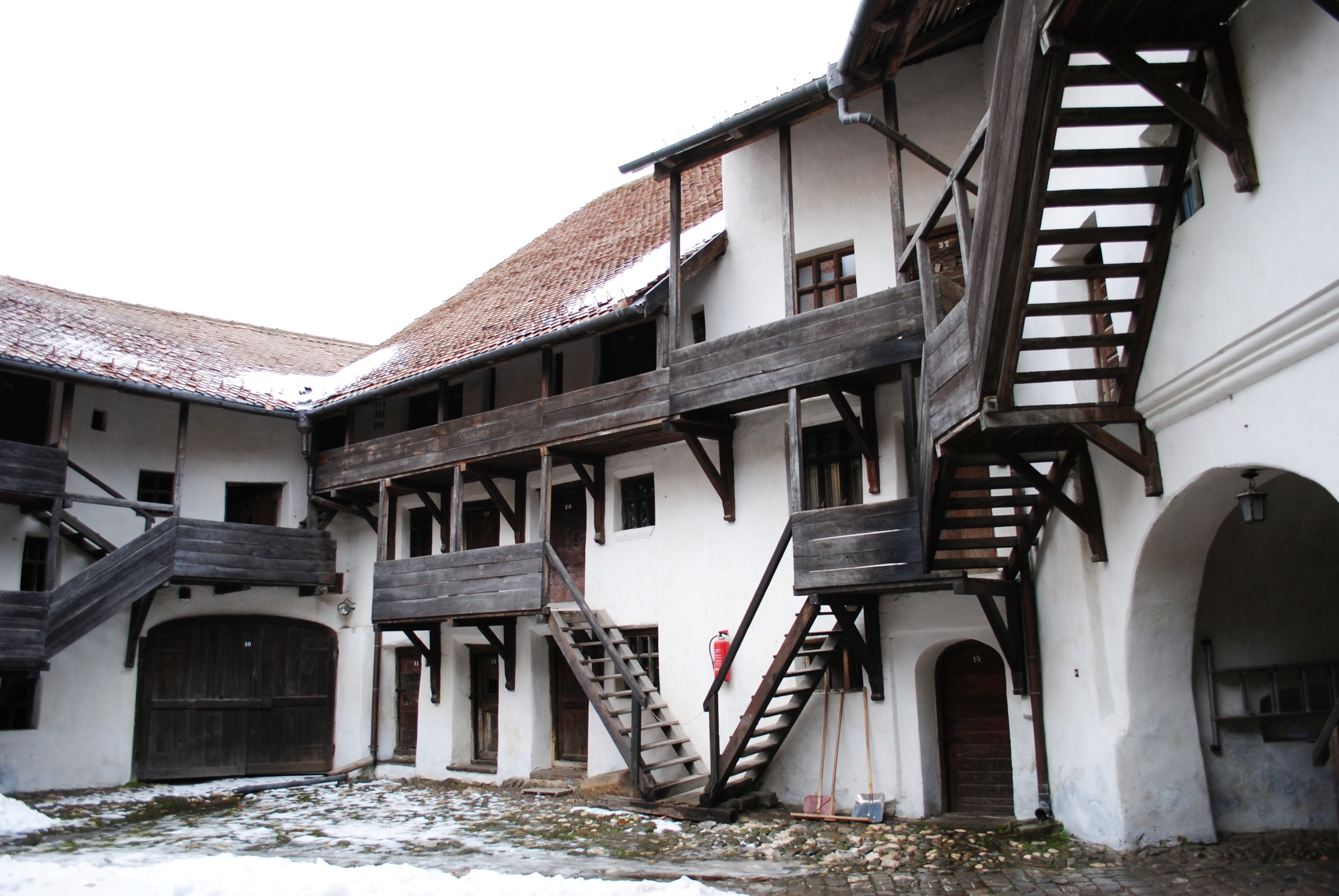
Barbacana

Alrededor de 1211, el rey Andrés II de Hungría permitió que los caballeros se asentaran alrededor de Prejmer, donde comenzaron a construir una iglesia en 1218, en estilo gótico. Fueron los responsables del plano en forma de cruz griega, la única de su tipo en Transilvania, pero que sí se encuentra en algunas iglesias en el noreste de Alemania. Tras su expulsión en 1225, los cistercienses, que se hicieron cargo en 1240, terminaron la iglesia.
El retablo tríptico, el más antiguo de la provincia, data de alrededor de 1450; el panel principal está unido a los paneles laterales pintados en ambas caras, en dos niveles.  La pieza entera representa escenas de la Pasión de Cristo.  La crucifixión es el tema central, cuatro veces el tamaño de los otros paneles, más de la mitad de este panel es dorado. Los paneles laterales delanteros muestran el lavatorio de los pies, la última cena, la flagelación y el juicio de Caifás; la parte trasera tiene a las mujeres que lloran, el entierro, la resurrección y los portadores de mirtos. Las figuras son simples y reducidas a sus elementos esenciales, sus movimientos restringidos o incluso escultóricos, su ropa sin arrugas. Los fondos son superficiales, con los interiores mostrando solo una ligera atención a la perspectiva geométrica.  Los colores son vívidos, y los rojos tienen un brillo particular por el fondo dorado. El artista es desconocido, pero probablemente se formó en la escuela vienesa. En 1461 se añadió un campanario sobre el centro de la iglesia.  La forma de la cruz griega se modificó entre 1512 y 1515: se agregaron dos naves laterales de tamaño desigual, mientras que la principal se amplió. El interior es simple y no tiene rastros de frescos, mientras que las pinturas del siglo XIX se eliminaron durante la restauración.

### Fortificaciones y reconocimiento.

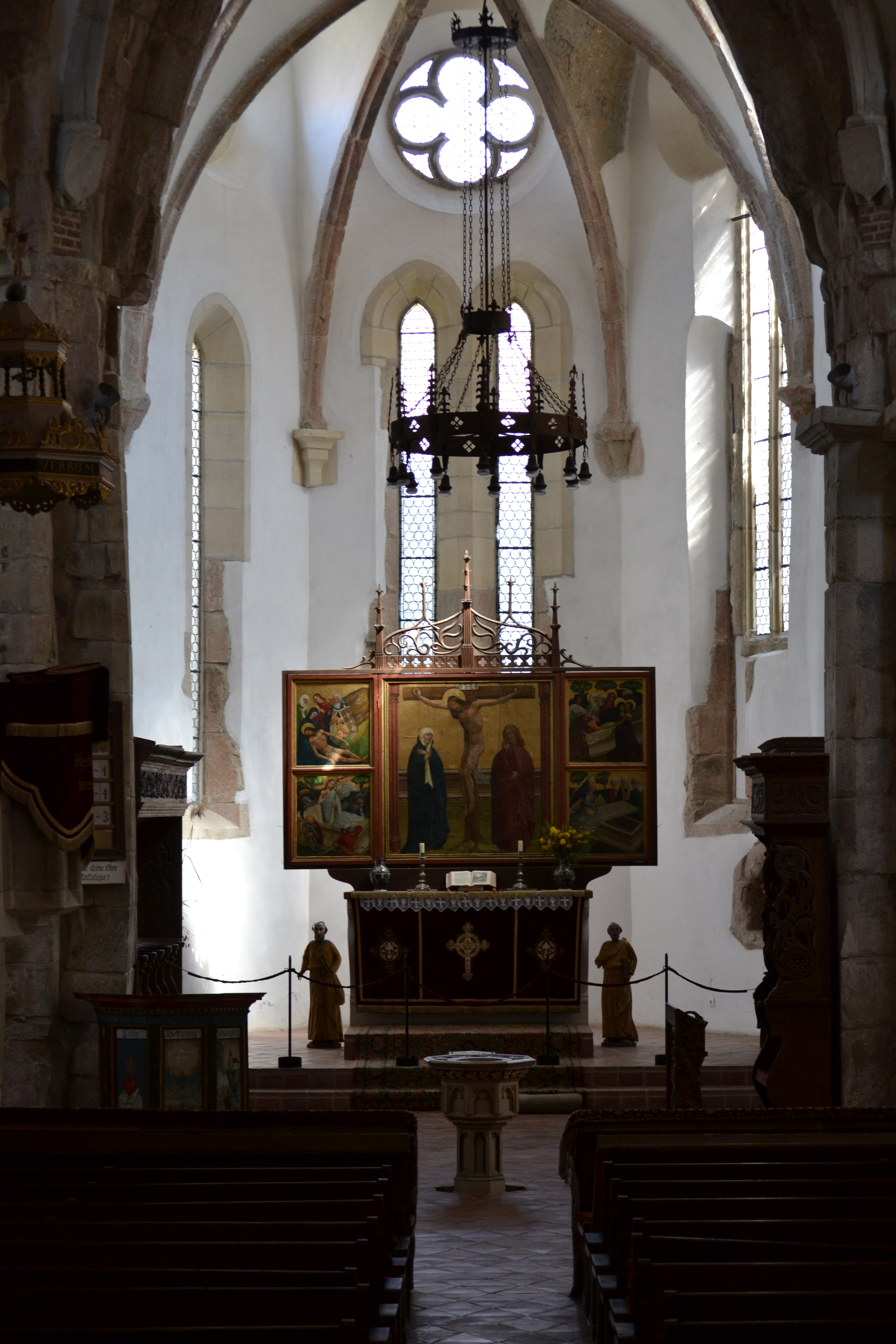
Interior

Cuando las fuerzas otomanas u otros invasores atravesaban el paso de Buzău, Prejmer era el primer lugar donde se encontraban; la aldea fue destruida más de 50 veces entre los siglos XIII y XVII, mientras que la iglesia rara vez fue capturada. Debido a esta posición estratégica, la iglesia fue fuertemente fortificada en los siglos XV-XVI.  Después de que Segismundo de Luxemburgo ordenase que se construyeran sistemas defensivos en Burzenland, se construyeron muros altos y fuertes y se rodearon con un foso lleno de agua.  Parece que un túnel subterráneo unía la iglesia al exterior. Las paredes circulares tienen un grosor de hasta 5 m y alcanzan casi 12 m de altura, rodean la iglesia, mientras que encima del pasaje arqueado en la puerta de entrada hay una segunda y más pequeña pared.  Otras características defensivas incluyen cinco torres y una crestería.  En el lado interior de la pared, hay cuatro niveles que contienen habitaciones y espacio de almacenamiento y están respaldados por la crestería. Las más de 270 habitaciones podrían ofrecer refugio a unos 1600 aldeanos en caso de ataque. La entrada al complejo se realiza a través de un túnel de 30 m de largo, protegido por rastrillos con rejas de madera reforzadas con hierro y poderosas puertas de roble. A la derecha de la entrada hay una gran barbacana.
Frecuentemente dañado o alterado, con la última etapa de extensiones y modificaciones ocurridas en el siglo XVIII, Prejmer se restauró a su forma original tras una restauración entre 1960 y 1970. El sitio es ahora un museo, los visitantes pueden ver algunas de las salas de la pared, subir las muchas escaleras y caminar por los pasillos que las unen a lo largo de la pared, hasta llegar a las cresterías en el exterior.  En 1999, Prejmer, junto con otros cinco lugares, se agregó a Biertan, que ya figura en la lista, para formar los pueblos con iglesias fortificadas en Transilvania, Patrimonio de la Humanidad por la UNESCO. Además, la iglesia está catalogada como monumento histórico por el Ministerio de Cultura y Asuntos Religiosos de Rumania, y se enumeran como entradas separadas: la pared interior y las habitaciones, la pared exterior, la barbacana, la crestería y la galería arqueada.

## Galería

Iglesia fortificada de Prejmer
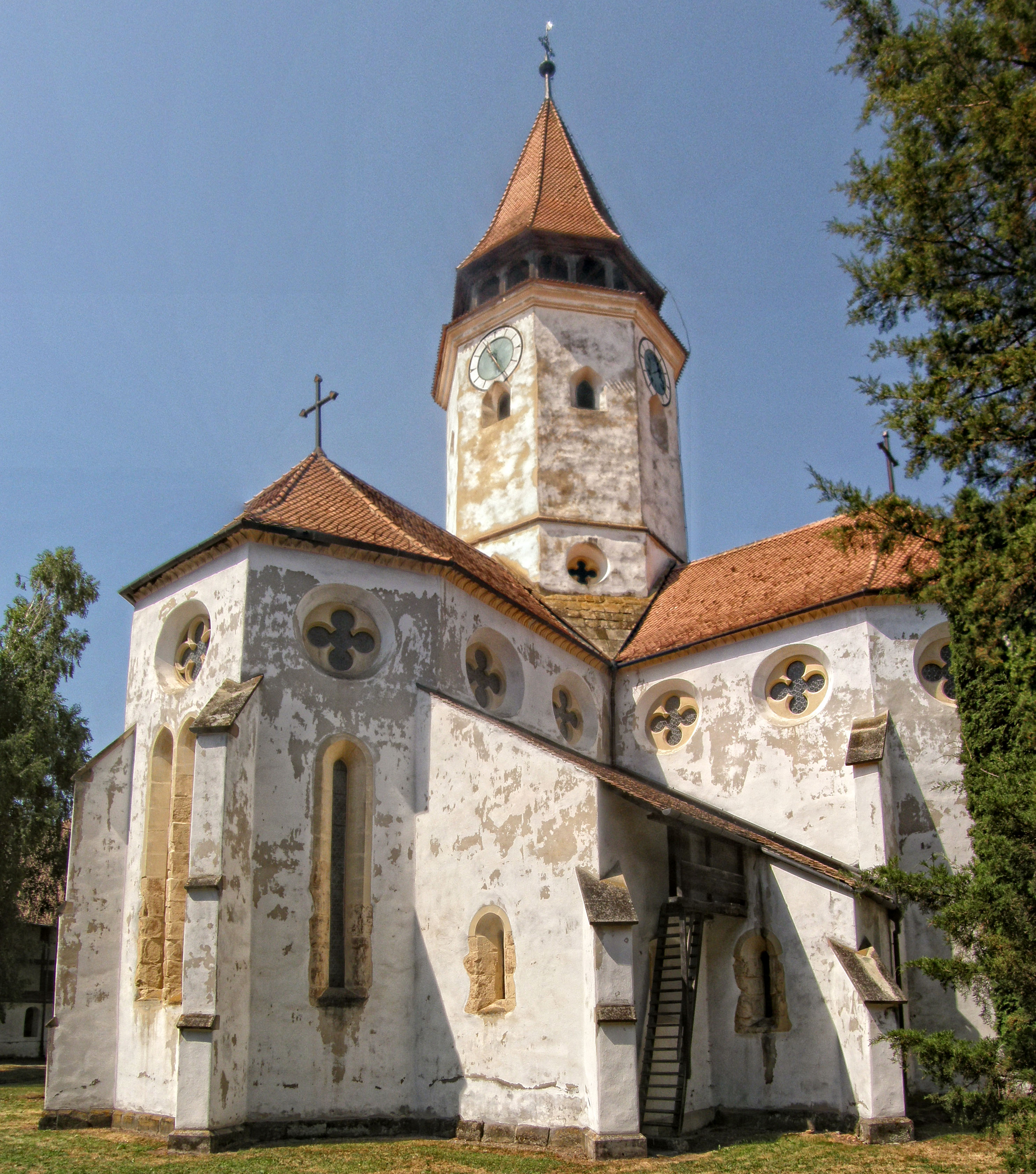
Iglesia
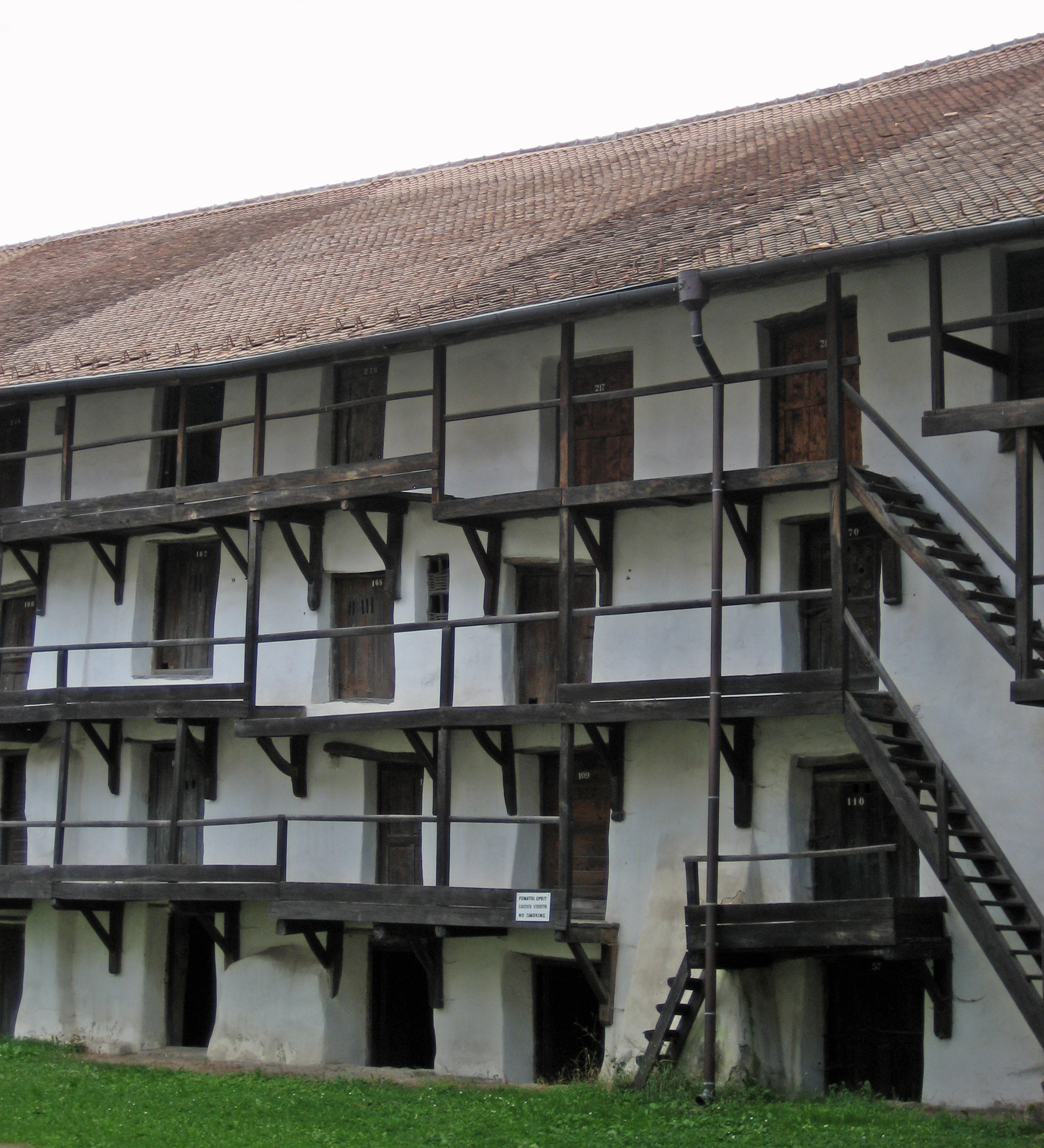
Habitaciones en la pared
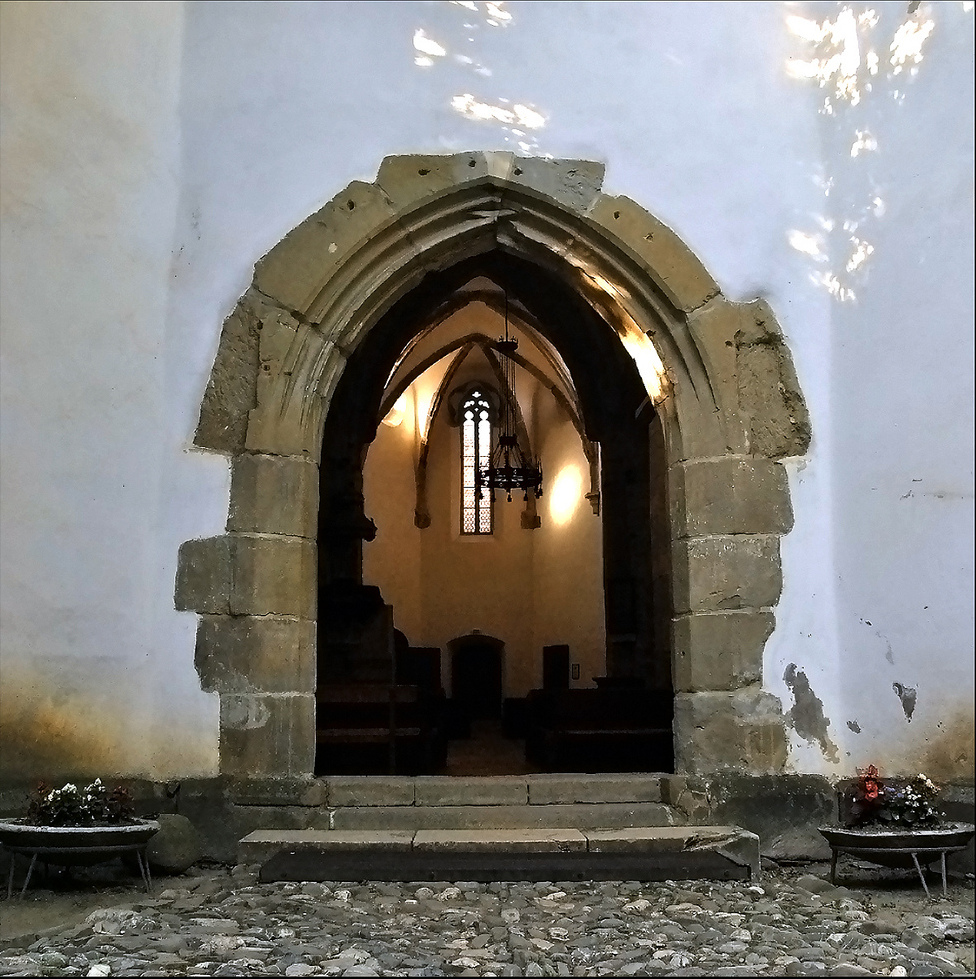
Entrada a la iglesia
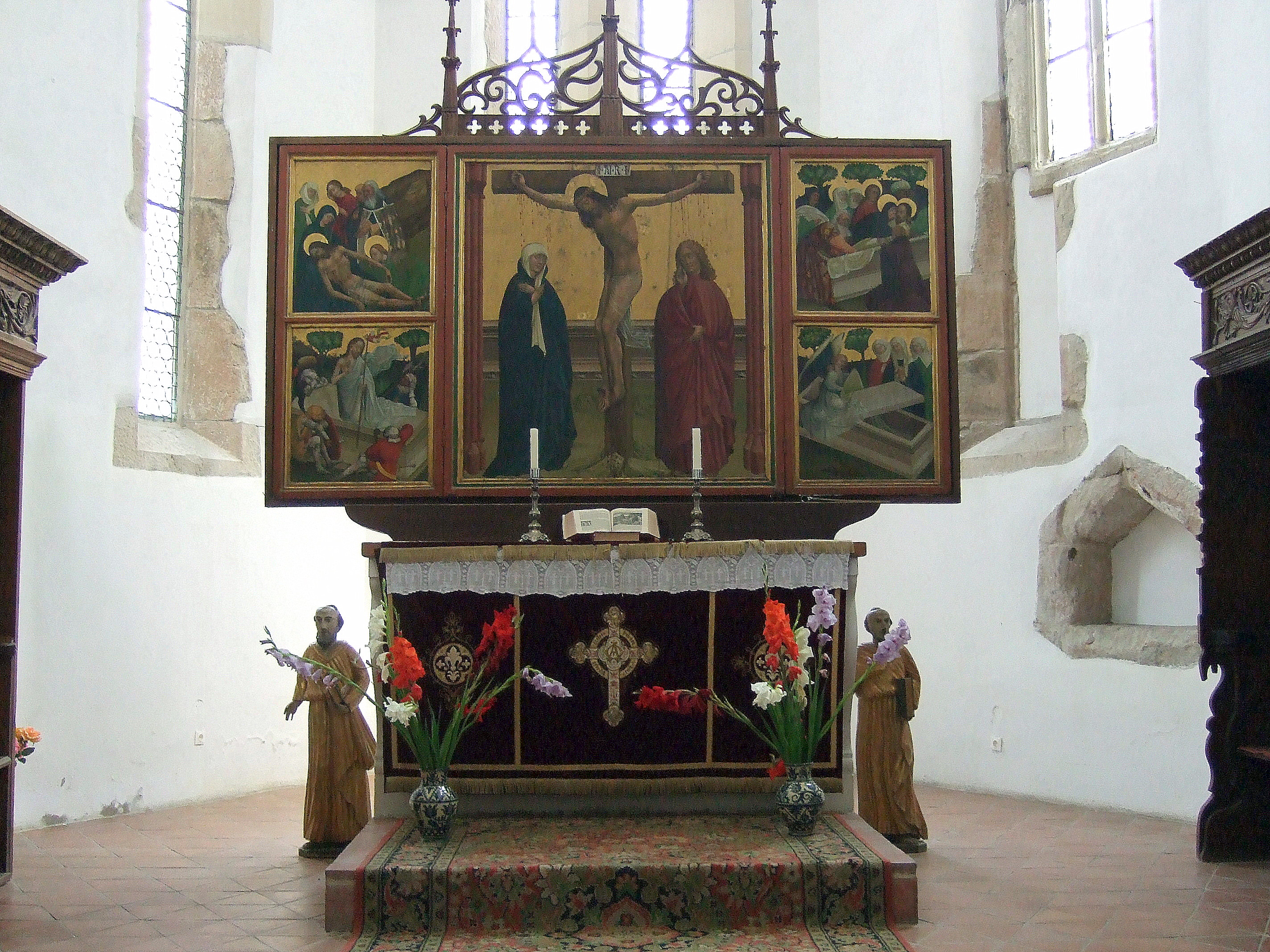
Altar
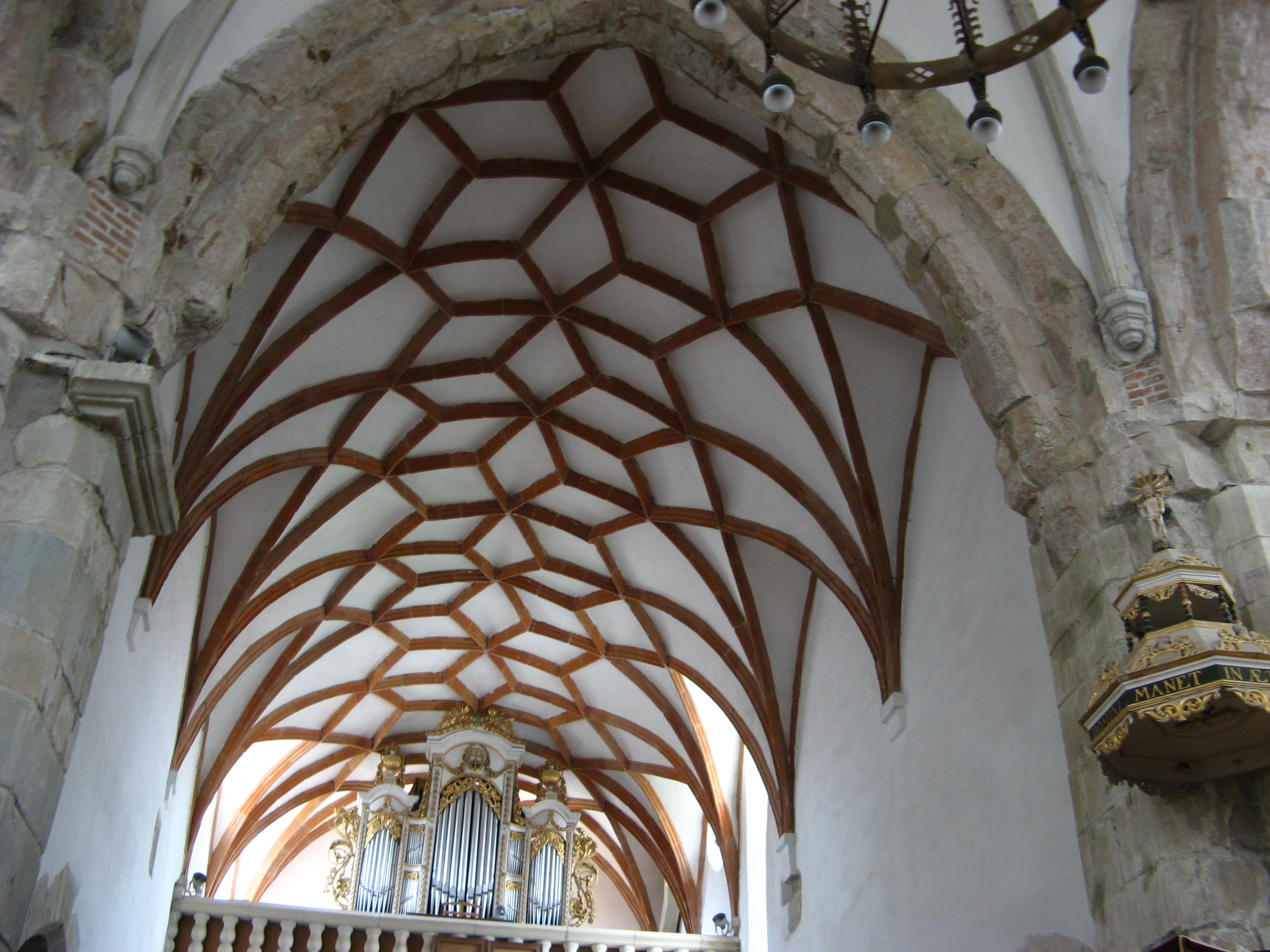
Techo y órgano
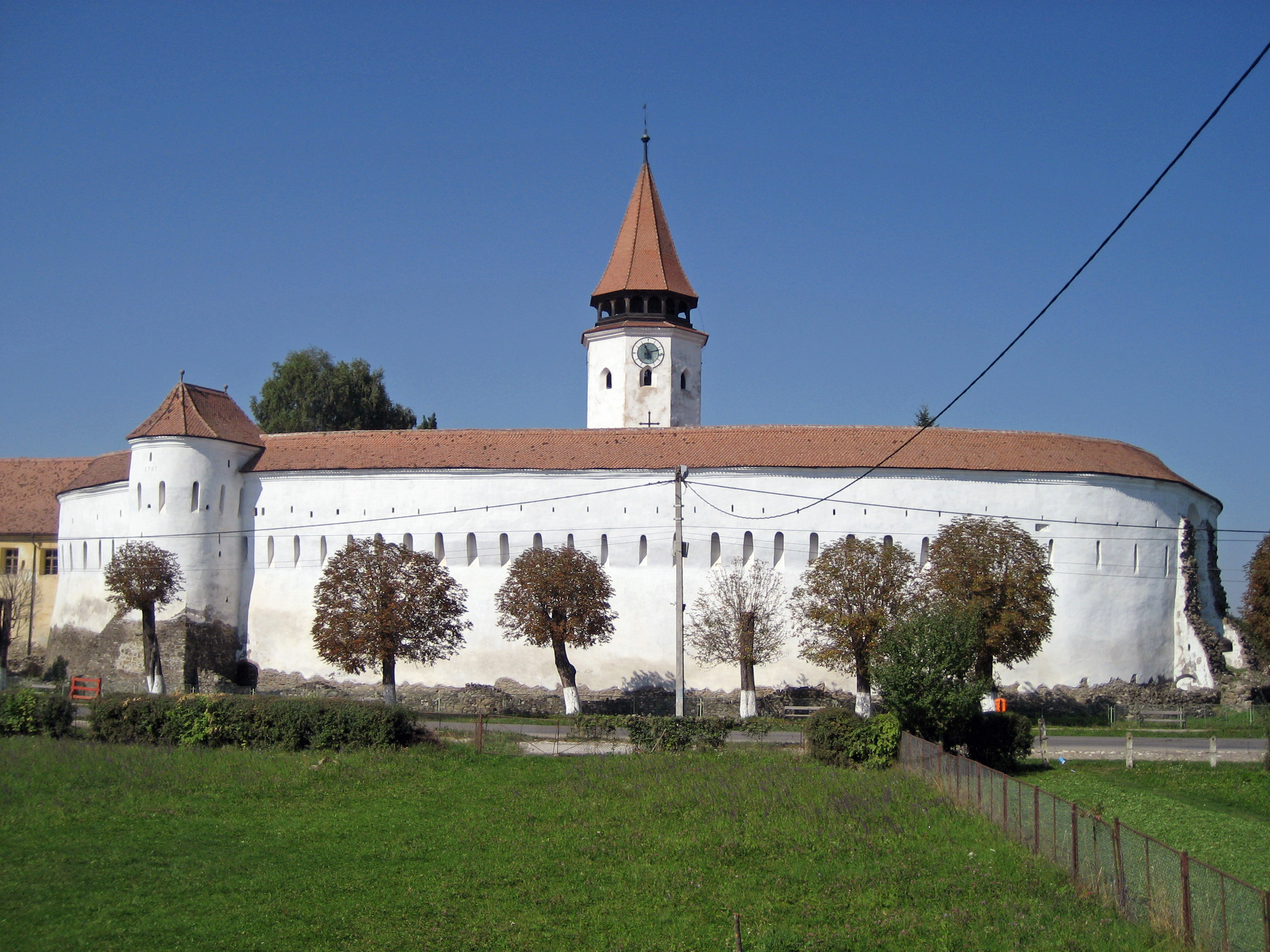
Pared exterior
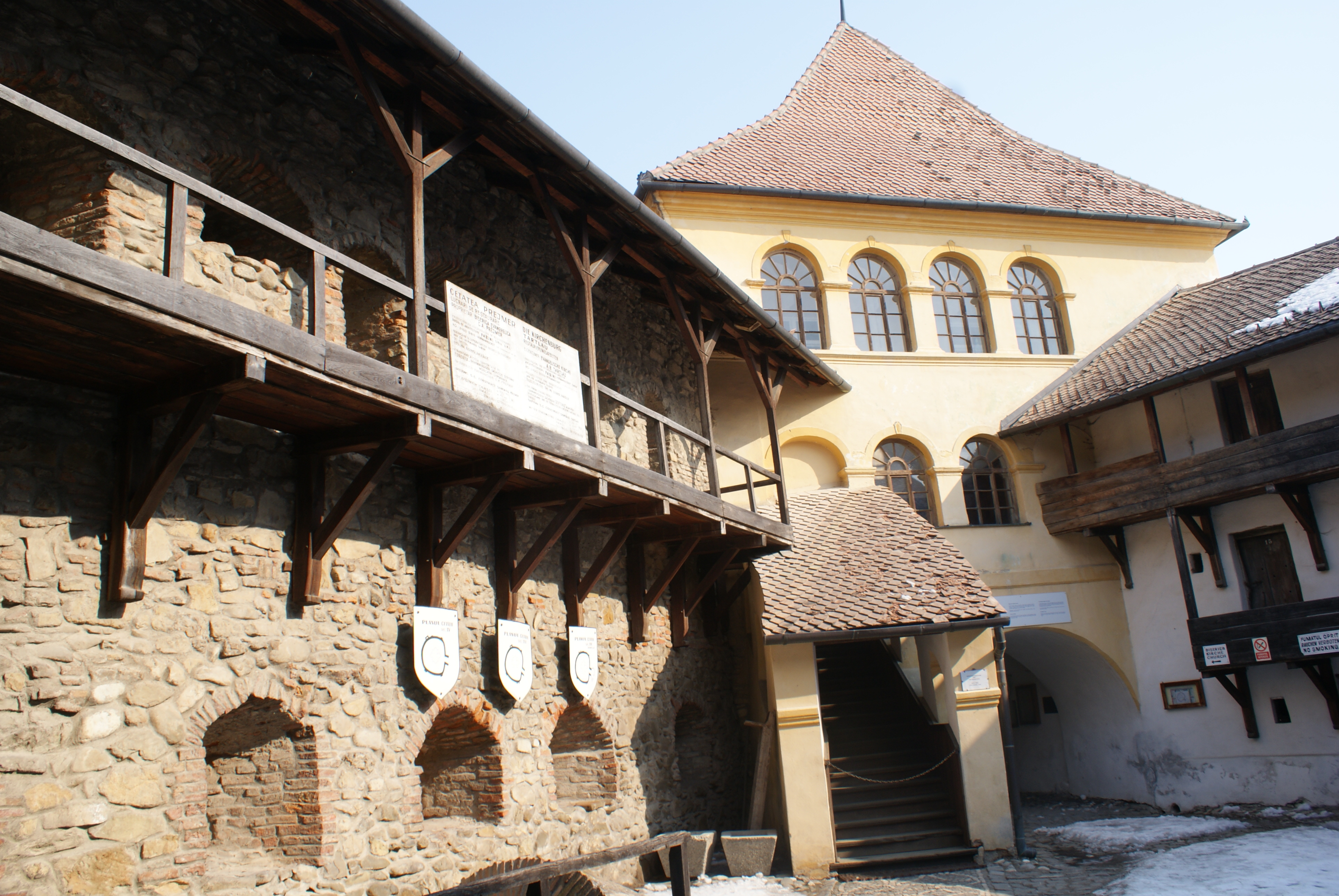
La muralla
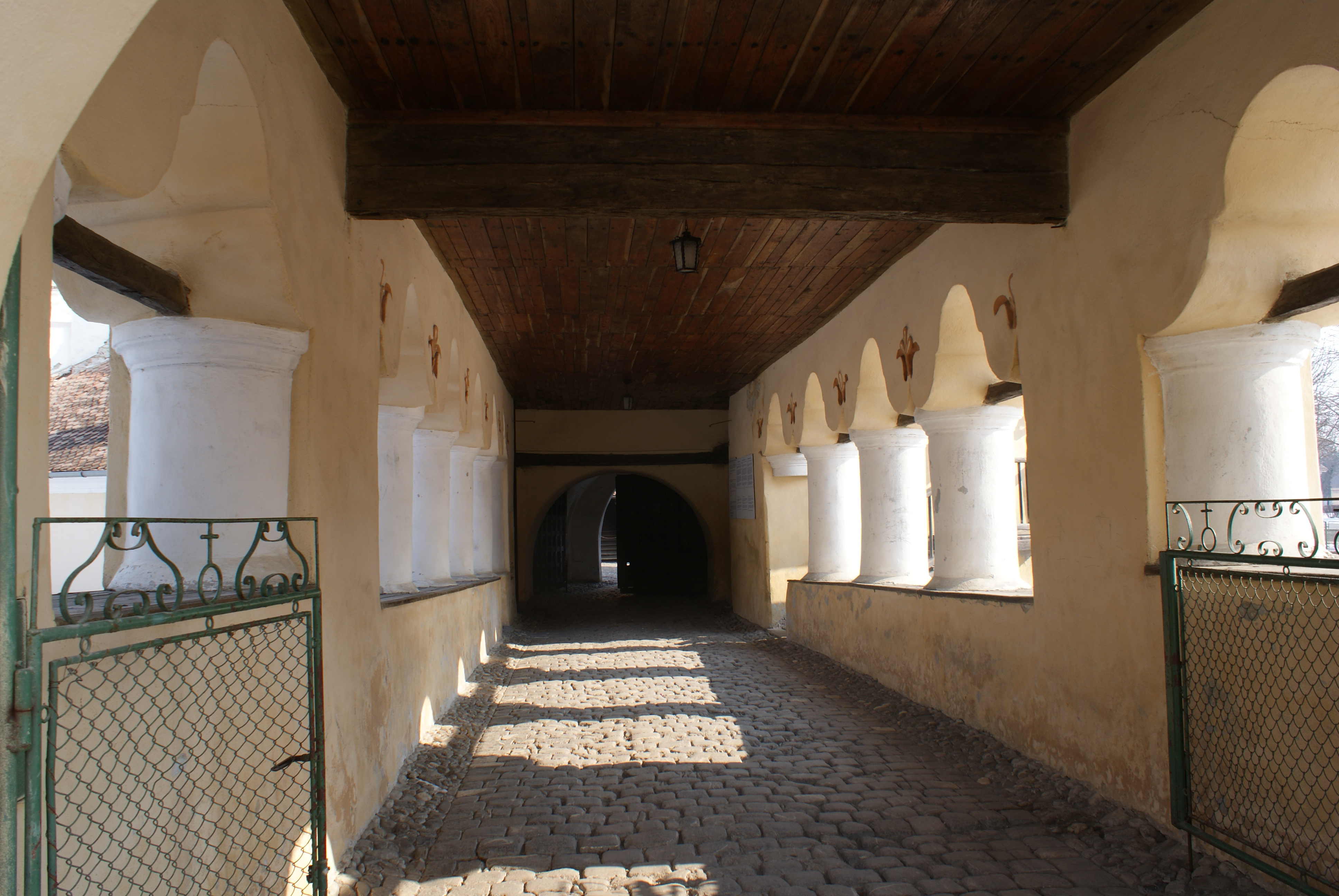
Galería arqueada
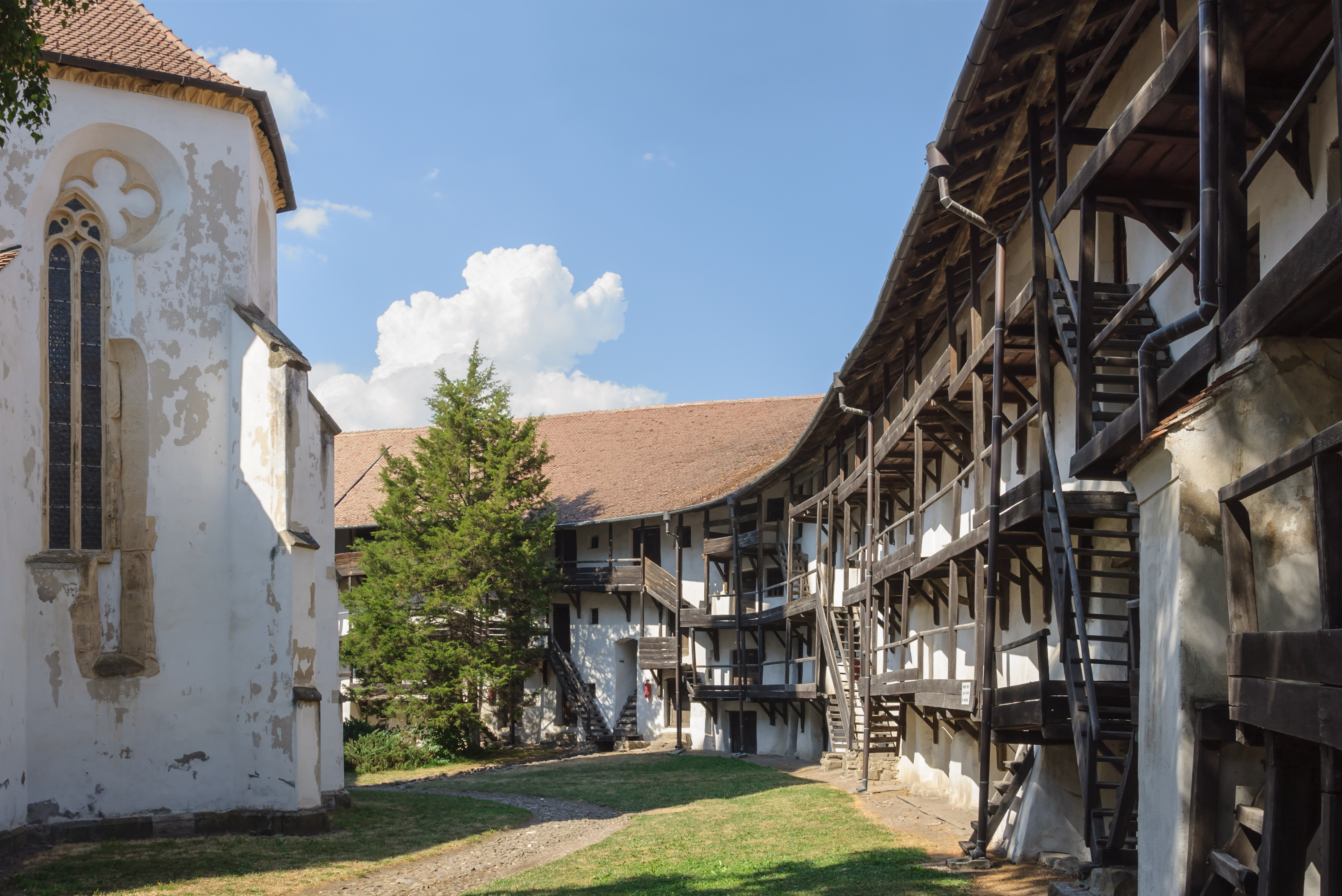
Patio interior
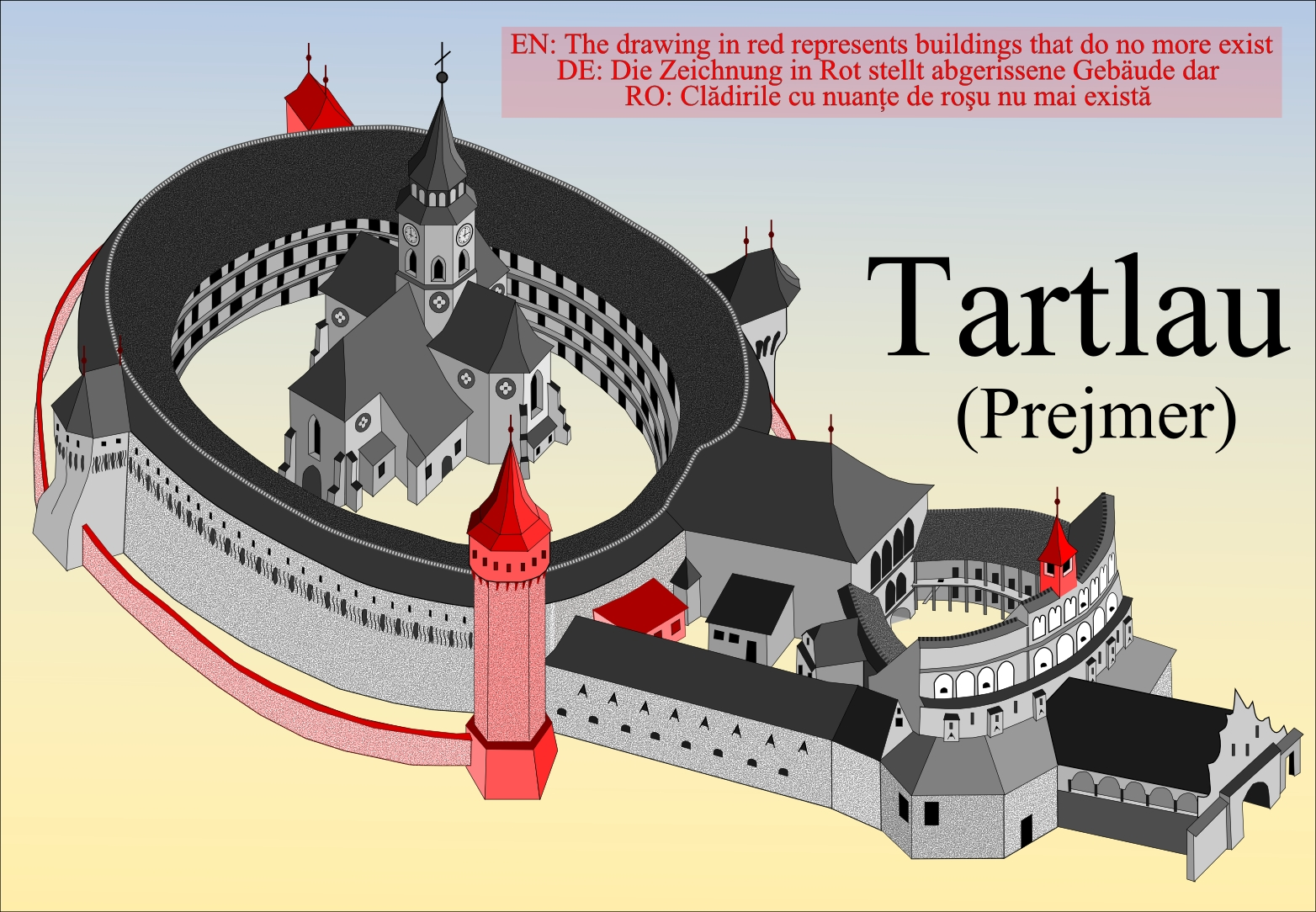
Plano